# إوين بريمنر
إوين بريمنر (بالإنجليزية: Ewen Bremner)‏ ممثل اسكتلندي من مواليد 23 يناير 1972.

## وصلات خارجية
- إوين بريمنر على موقع IMDb (الإنجليزية)
- إوين بريمنر على موقع ميتاكريتيك (الإنجليزية)
- إوين بريمنر على موقع روتن توميتوز (الإنجليزية)
- إوين بريمنر على موقع قاعدة بيانات الأفلام العربية
- إوين بريمنر على موقع ألو سيني (الفرنسية)
- إوين بريمنر على موقع ميوزك برينز (الإنجليزية)
- إوين بريمنر على موقع أول موفي (الإنجليزية)
- إوين بريمنر على موقع بوكس أوفيس موجو (الإنجليزية)
- إوين بريمنر على موقع قاعدة بيانات الأفلام السويدية (السويدية)
- إوين بريمنر على موقع إن إن دي بي (الإنجليزية)